# Charles de L’Aubespine

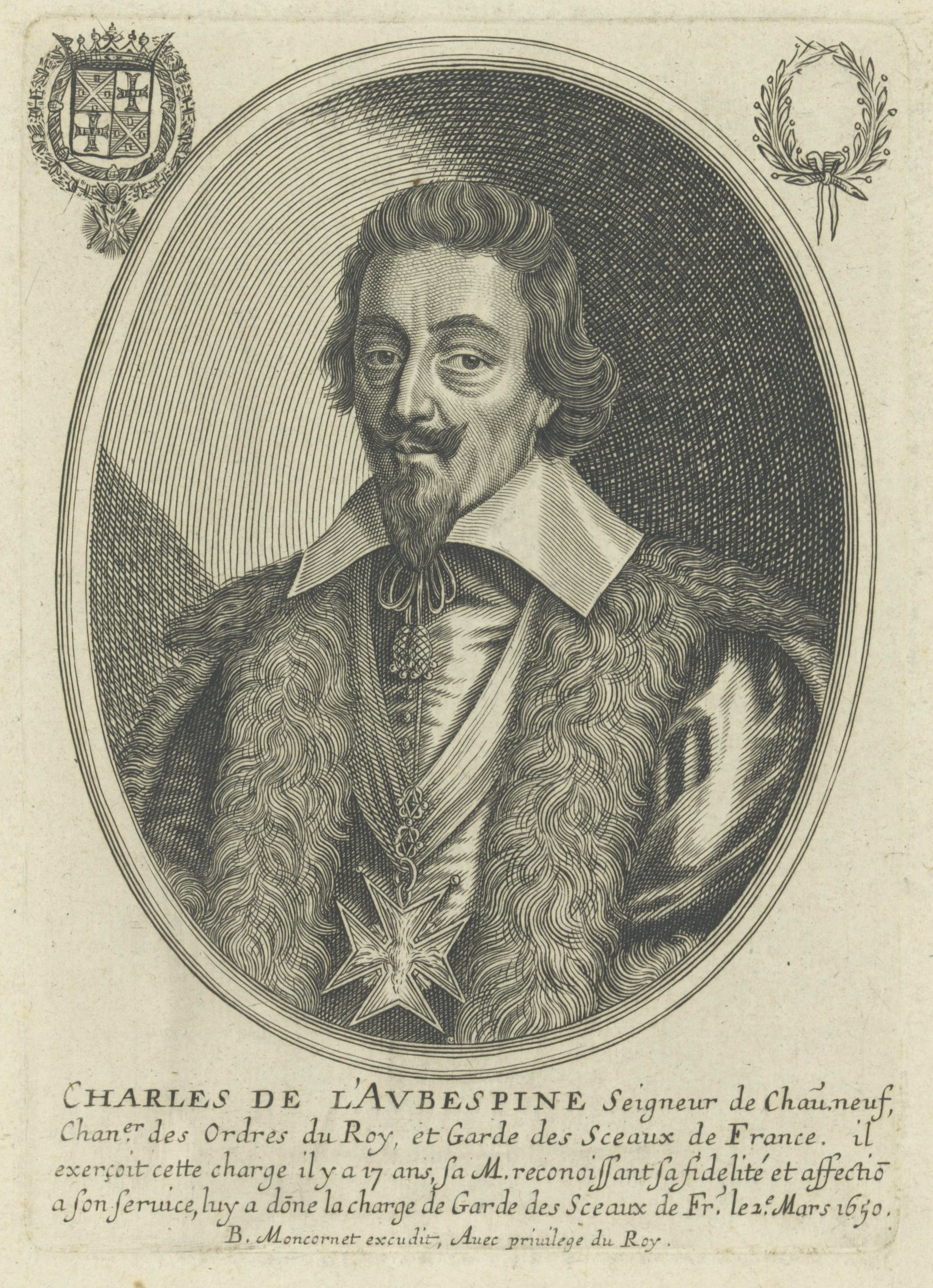
Charles de L’Aubespine

Charles de L’Aubespine, Marquis de Châteauneuf (* 22. Februar 1580 in La Celle-Condé; † 26. September 1653 in Leuville-sur-Orge) war der Enkel von Claude de L’Aubespine, Baron de Châteauneuf. Er war zur Zeit der Könige Ludwig XIII. und Ludwig XIV. zwei Mal Siegelbewahrer bzw. Kanzler von Frankreich.
Er begann seine politische Karriere als französischer Botschafter in den Niederlanden (1609), dem Veltlin (1626) und England (1629). Am 14. November 1630 machte ihn Kardinal Richelieu zum Siegelbewahrer, als der er sich an Rache des Kardinals an den Marschällen Louis de Marillac und Henri II. de Montmorency und deren Hinrichtungen beteiligte.
Am 25. Februar 1633 entzog ihm Richelieu sein Amt und ließ ihn in einen Kerker des Schlosses Angoulême werfen, wo er bis zum Tod des Königs Ludwig XIII. 1643 einsaß, da er beschuldigt wurde, seiner Geliebten, der Herzogin von Chevreuse, Staatsgeheimnisse verraten zu haben, die diese wiederum nach Spanien weitergeleitet haben soll. Erst der Tod Ludwigs XIII. und die Thronfolge Ludwigs XIV. unter der Regentschaft seiner Mutter Anna von Österreich führte zu seiner Befreiung, obwohl bereits 1637 entdeckt worden war, dass Anna von Österreich selbst die Quelle des Verrats und die Herzogin von Chevreuse ihre Briefträgerin war.
Kurz nach seiner Befreiung schloss er sich François de Vendôme und der Herzogin von Chevreuse an, deren Cabale des Importants auf die Beseitigung des neuen ersten Ministers, des Kardinals Jules Mazarin, zielte. Die Verschwörung scheiterte bereits im Ansatz, Vendôme ging fünf Jahre ins Gefängnis, die Herzogin ins Exil, allerdings erfolgte zu Beginn der Fronde (1648) eine Versöhnung, die ihn befreite und sie zurückkehren ließ.
Für Charles de L’Aubespine führte diese Versöhnung dazu, dass er von Anna von Österreich am 2. März 1650 zum Kanzler von Frankreich ernannt wurde. Seine erneute Entlassung im Jahr darauf (4. April 1651) wurde mit seinen zu engen Beziehungen zur Fronde begründet. Es erfolgte zwar eine erneute Versöhnung mit dem Hof, doch starb er bereits kurze darauf (1653).